# Oure
Oure is een plaats in de Deense regio Zuid-Denemarken, gemeente Svendborg. De plaats telt 542 inwoners (2008).

## Station

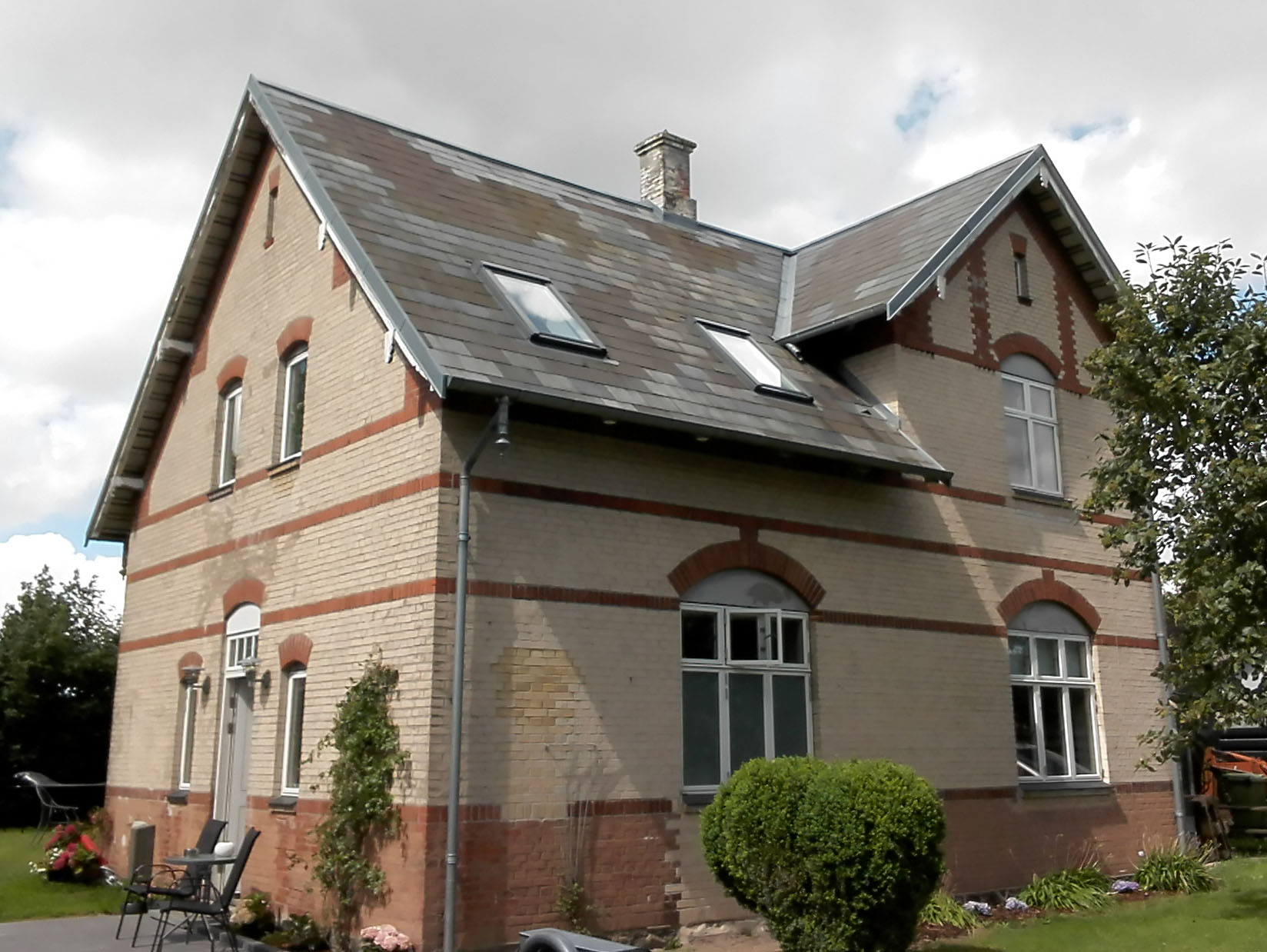
Voormalig station

Oure ligt aan de voormalige spoorlijn Svendborg - Nyborg. De laatste trein op deze lijn reed in 1964, maar het stationsgebouw is bewaard gebleven.